# Тарасюк, Сергей Артемьевич
Серге́й Арте́мьевич Тарасю́к (1899, Санкт-Петербург, Российская империя — 1 марта 1948) — советский руководитель органов государственной безопасности и государственный деятель, народный комиссар внутренних дел Таджикской ССР (1934—1937). Входил в состав особой тройки НКВД СССР. Полковник государственной безопасности.

## Биография
Из семьи железнодорожного кондуктора-белоруса, отставного унтер-офицера лейб-гвардии Литовского полка. Окончил 8 классов гимназии в Новом Петергофе, поступил на юридический факультет Петроградского университета(первый курс не окончил «как не внесший плату за весну 1917 года»).
В 1916—1919 гг. — делопроизводитель части технического контроля (Петроград), Управления строительства Волхово-Рыбинской, Южно-Сибирской железной дороги, делопроизводитель, заведующий делопроизводительством, хозяйственным отделом СНХ Северного района. В 1918 г. вступил в РКП(б). В 1919—1920 гг. — в РККА на хозяйственных должностях: комиссар военных дорог и этапно-транспортной части 13-й армии; начальник этапно-транспортной части 14-й армии, комиссар управления чрезвычайного уполномоченного по топливу, комиссар заготовительной экспедиции хлебофуража. Далее — в ЧК-ГПУ-НКВД:
- 1920—1921 гг. — помощник уполномоченного Петроградской Чрезвычайной комиссии, начальник Отдела военной комендатуры (Петроград),
- май-октябрь 1921 г. — начальник 10-го Островского пограничного отделения ВЧК,
- 1921—1922 гг. — начальник второго пограничного отделения ВЧК — ГПУ,
- 1922 г. — заместитель начальника Карельского областного отдела ГПУ,
- 1922—1923 гг, — начальник Череповецкого губернского отдела ГПУ,
- 1923—1924 гг. — начальник седьмого Кингисеппского пограничного отряда ГПУ,
- 1924—1925 гг. — начальник 31-го Керченского пограничного отряда ГПУ,
- март- май 1925 г. — помощник начальника экономического отдела Полномочного представительства ОГПУ по Северо-Кавказскому краю,
- 1925—1926 гг. — начальник 34-го Туапсинского пограничного отряда ГПУ,
- январь-сентябрь 1926 г. — начальник 32-го Новороссийского пограничного отряда ГПУ,
- 1926—1929 гг. — начальник Сальского окружного отдела ГПУ,
- май-декабрь 1929 г. — помощник начальника Владикавказского окружного отдела ГПУ,
- 1929—1930 гг. — начальник Шахтинско-Донецкого окружного отдела — оперативного сектора ГПУ,
- 1930—1931 гг. — заместитель начальника Дагестанского областного отдела ГПУ,
- 1931—1934 гг. — начальник Дагестанского областного отдела ГПУ,
- февраль-июль 1934 г. — председатель ГПУ при СНК Таджикской ССР,
- 1934—1937 гг. — народный комиссар внутренних дел Таджикской ССР. Этот период отмечен вхождением в состав особой тройки, созданной по приказу НКВД СССР от 30.07.1937 № 00447[1] и активным участием в сталинских репрессиях[2].

Одна из самых ярких фигур репрессивно-лагерного аппарата НКВД (по описанию Льва Разгона и Юрия Навроцкого).
- 1937—1941 гг. — начальник управления Ивдельского исправительно-трудового лагеря НКВД,

«По итогам сезона 1937—1938 года лагерные отделения достигли высоких результатов по заготовке и вывозке древесины. Молевой сплав леса по Лозьве продолжался до поздней осени 1938 года и намеченные объёмы были значительно перевыполнены. Вероятно, именно эти показатели спасли С. А. Тарасюка от ареста. В декабре 1938 года, в ходе приема-сдачи дел НКВД от Ежова к Берии, был подготовлен соответствующий акт, где было записано короткое, но емкое резюме о работе системы легерной системы: „На протяжении ряда лет ГУЛАГ возглавлялся людьми, оказавшимися врагами“. В составленном 12 декабря 1938 г. в аппарате Особоуполномоченного НКВД СССР списке сотрудников, на которых имеются компрометирующие материалы, значатся начальник ИвдельЛАГа майор государственной безопасности С. А. Тарасюк, которому ставились в вину „дружеские отношения и пьянство с врагами народа, содействие их неразоблачению“, а также то, что он „в практической работе проводил линию граничащую с предательством“. Однако, никаких репрессивных или дисциплинарных мер в отношении С. А. Тарасюка предпринято не было» (Ю. А. Навроцкий)
- май-октябрь 1941 г. — начальник управления Богословского исправительно-трудового лагеря и строительства алюминиевого завода НКВД,
- сентябрь-октябрь 1941 г. — начальник управления строительства НКВД Лобвинского гидролизного завода,
- 1941—1942 гг. — начальник управления Актюбинского исправительно-трудового лагеря НКВД,
- май-октябрь 1942 г. — начальник управления Березняковского исправительно-трудового лагеря НКВД,
- 1942—1944 гг. — начальник управления Усть-Вымского исправительно-трудового лагеря НКВД.

С марта 1944 г. — начальник управления Усольского исправительно-трудового лагеря НКВД — МВД.
Полковник государственной безопасности (1943).
Брат — Тарасюк Иван Артемьевич, 1898 г.р., член ВКП(б) в 1919—1921 гг., служил в органах ВЧК и угорозыска до 1930 г., зав. сектором оборудования и запчастей Ленмясокомбината. Арестовывался в 1921 г. Судим в 1924 г. на 2 года ссылки на Урал. Вновь арестован 5 сентября 1936 г. Особым совещанием при НКВД СССР 10 сентября 1937 г. осужден за «контрреволюционную троцкистскую деятельность» на 5 лет ИТЛ. Отбывал срок в Севвостлаге (Колыма). Тройкой УНКВД по Дальстрою 5 мая 1938 г. приговорен к высшей мере наказания. Расстрелян 5 июня 1938 г. (его теща Адельгейда Васильевна Чумакова погибла в блокаду в июне 1942 г.). Реабилитирован в 1968 г.

## Награды и звания
За время службы в НКВД имел награды: орден Ленина, орден «Знак Почета» (11 мая 1944 г.), орден Красного Знамени (3 ноября 1944 г.), знак «Почетный работник ВЧК-ГПУ» (1932 г.), знак «Заслуженный работник НКВД» (1944 г.), медаль «За победу над Германией» (1945 г.).

## Детали
Писатель Лев Разгон о порядках в Устьвымлаге в главе воспоминаний «Полковник Тарасюк»: «У нас в лагере были начальники умные и глупые, добрые и злые. Тарасюк был совсем другим… все мы вскоре почувствовали его железную, целенаправленную волю. Он проехал по всем лагпунктам, выгнал блатных со всех работ, связанных с питанием, и поставил на эти должности только „пятьдесят восьмую“. Счетоводы продстола, каптеры и повара бледнели от страха, когда Тарасюк появлялся в зоне. Тех, кто способен был идти в лес, кормили лучше, нежели конвой, лучше, чем вольнонаемных… Появились лекарства, приехали вольные врачи, установили специальные противопеллагрозные пайки. Тарасюк восстанавливал работоспособность лагеря с энергией талантливого и волевого администратора». При этом он ни во что не ставил жизнь людей, не способных выполнять поставленных задач по организации производства или тех, кто не выполняет утвержденных норм выработки. При приеме лагерного хозяйства Усть-Вымского ИТЛ, первым своим распоряжением С. А. Тарасюк отменил выдачу «премиальных пайков» административно-техническим работникам и лагерной обслуге, а также отменил дополнительное питание команде выздоравливающих, выяснив, что «доходяги» не смогут вернуться на левоповал, приказав эти продуктовые фонды передать работающим в лесу. Этим он добился увеличения норм выработки лесозаготовок так нужных фронту, но обрек лагерных «доходяг» на смерть: «Слова „хозяином жизни и смерти“ надо понимать совершенно буквально. И это относилось к вольнонаемным в такой же степени, как и к заключенным. Все вольнонаемные были на броне, достаточно было Тарасюку приказать „разбронировать“ — и любой начальник отправлялся на фронт… Он поощрял хорошо работающих заключенных, особенно отличившимся рекордистам разрешал приводить к себе в барак женщин, не опасаясь надзирателя. Врачам и портным, приходившим к нему в особняк, горничная выносила вслед кусок белого хлеба, намазанного маслом… И в лагере поддерживался неукоснительный порядок, при котором хорошо было тем, кто умел хорошо пилить лес, и плохо тем, которые — не имело значения, по каким причинам — этот лес пилить не умели. Был порядок. Была даже справедливость — если можно употребить это столь странно звучащее здесь слово… Ведь при Тарасюке начальники лагпунктов не позволяли себе самоуправничать, заключенных не обворовывали, им давали все, что положено; выяснилось, что им положено иметь наматрасники и даже простыни, они появились, и арестанты спали на простынях, ей-ей… Правда, правда — он был справедливый начальник! Никого из начальников мы так не ненавидели, как ненавидели Тарасюка».
«Методы его деятельности отлично характеризует такой эпизод: Тарасюк распорядился лишить 246 инвалидов лагерного лазарета дополнительной пайки в пользу узников-лесозаготовителей. Меньше чем через месяц все лишенные допдовольствия больные скончались».
«С. А. Тарасюк, с точки зрения своей личной порядочности, жестко, порой и жестоко наводил и поддерживал порядок в ИвдельЛАГе, пресекая бесчинство воров, не веря в идеалы добра, как мог боролся с самоуправством своих подчиненных, с воровством и бесхозяйственностью в жилых зонах и на производственных объектах. С этой же точки зрения он последовательно занимался вопросами благоустройства лагерных отделений, строительством жилых помещений для осужденных, бань, больничек, школ, клубов и библиотек, неукоснительно требуя от заключенных лишь хорошей работы и соблюдения правил внутреннего распорядка. За годы руководства С. А. Тарасюком ИвдельЛАГом, не известно ни одного случая массовых побегов или волнений среди осужденных. Не известны и случаи применения огнестрельного оружия в отношении заключенных, кроме как в погонях конвойного отделения по тайге за отдельными побегушниками. Вера Ивановна Рыбка, одна из руководителей строительства Троицкой ГРЭС и почетный житель города Троицка Челябинской области в письмах ко мне вспоминала, что её, как отличившуюся на строительстве плотины и сплавного шлюза с „первобытным, но знаменательным“ гидро-электрогенератором (по мнению врача лаготделения „Пристань“ 2-го Сабянинского ОЛПа В. Ф. Гельшерта) на реке Северная Талица, С. А. Тарасюк отметил почетной грамотой и забрал её в числе своей команды осужденных ИТР в сентябре 1941 года на строительство Лобвинского гидролизного завода, добившись для В. И. Рыбка досрочного освобождения. По словам Веры Ивановны, Тарасюк всегда вел себя с политическими осужденными корректно, вежливо, обращаясь к ним исключительно на „вы“, однако был жестким и чрезвычайно требовательным руководителем, скорым и как на поощрения, так и на наказания вплоть до отдания под суд. Вера Игнатьевна Свобода, осужденная по 58-й статье и работавшая при Тарасюке плановиком лаготделения „Юртище“, рассказывала мне, что С. А. Тарасюк совершенно не обращал внимания на доносы и докладные оперчасти о личных взаимоотношениях заключенных и их мелких проступках, однако, все что касалось производственных планов, промышленного строительства и развития сельхозпроизводства (в том числе тепличного разведения новых для Севера садовых и овощных культур), его заботило чрезвычайно и всякое происшествие грозило разбирательством с его личным участием. Агроном тепличного хозяйства Самского ОЛПа Август Кениг вспоминал, что когда померзли саженцы редких сортов яблонь, Тарасюк лично распорядился отправить виновных валить лес на штрафной ОЛП „Лаксия“. Узнав, что среди женщин-заключенных Самского ОЛПа находится племянница писателя Алексея Толстого, Тарасюк распорядился перевести её в Ивдель на какую-нибудь административно-хозяйственную должность, прибавив при этом: „если не будет справляться — отправите обратно на зону“. Встретив в ИвдельЛАГе своего бывшего сослуживца по 13-й армии Южного фронта Ночевкина Ивана Алексеевича, являвшегося в 1920 году уполномоченным РВС 13-й армии и занимавшего до своего ареста 15 октября 1937 года должность уполномоченного Комиттета заготовок при СНК Черниговской области, Сергей Артемьевич никакого участия в его судьбе не принял, заявив, что „Ночевкин плохой специалист, да и воровать будет по старой памяти“. А вот бывший директор Горского пединститута и заместитель наркома просвещения Горской Республики профессор Борис Андреевич Алборов и в Ивделе с согласия Тарасюка продолжал писать статьи по русской и общей филологии (около 40 работ), совмещая научную работу с преподаванием русского языка в школе для заключенных. И дело было не в стремлении Тарасюка заниматься попечительством лагерного образования и просвещения, а в том, что профессор Алборов по его просьбе в кратчайший срок разработал методические материалы „Использование бересты для письма и разных поделок“ и „Краткое практическое пособие по приготовлению антицинговой хвойной настойки“. Юдифь Борисовна Северная, возглавлявшая Московский „Мемориал“ с 1988 года до своей смерти, с 12 февраля 1938 года весь свой десятилетний срок заключения находилась в Ивдельлаге, работая точковщицей на лесоповале в 1-м Самском и 12-м Собянинском ОЛПах (лаготделении „Пристань“), а затем была зачислена в агитбригаду клуба им. Дзержинского комендантского 9-го ОЛПа в Ивделе, откуда она освободилась 5 января 1947 года. Являясь председателем Ивдельского отделения общества „Мемориал“, я несколько раз бывал в гостях у Северной Ю. Б. в её московской квартире по ул. Гримау. Так вот Юдифь Борисовна считала С. А. Тарасюка махровым антисемитом, уничижительно отзывавшемся о её репрессированном отце Борисе Самойловиче Юзефовиче (Северном) и его расстрелянных друзьях-одесситах: маршале Ионе Якире, комкоре Семене Урицком, старшем майоре госбезопасности Моисее Санелевиче Розмане (псевдоним Михаил Савельевич Горб) и комиссаре государственной безопасности 3-го ранга Семёне Изра́илевиче За́падном (Ке́ссельманом) — называя их „подстилками Троцкого“. Как мне показалось, в словах Ю. Б. Северной было больше личной обиды на неизжитый до того времени страх перед лагерным казарменным режимом и С. А. Тарасюке во главе его — бездушном винтике построенного Сталиным тоталитарного конвейера. Когда я спросил её не во имя ли этого её отец, возглавлявший Одесскую ЧК и разведку Юго-Западного фронта, сотнями и тысячами расстреливал белогвардейцев и буржуев — Юдифь Борисовна смогла предположить только то, что все это делалось ради светлого будущего, идею о котором извратил „Усатый Тиран“.»